# گیلستون
گیلستون (به انگلیسی: Gilston) یک روستا و محله مدنی در بریتانیا است که در East Hertfordshire واقع شده‌است. گیلستون ۲۲۸ نفر جمعیت دارد.